# Euceros
Euceros är ett släkte av steklar som beskrevs av Johann Ludwig Christian Gravenhorst 1829. Euceros ingår i familjen brokparasitsteklar.

## Bildgalleri

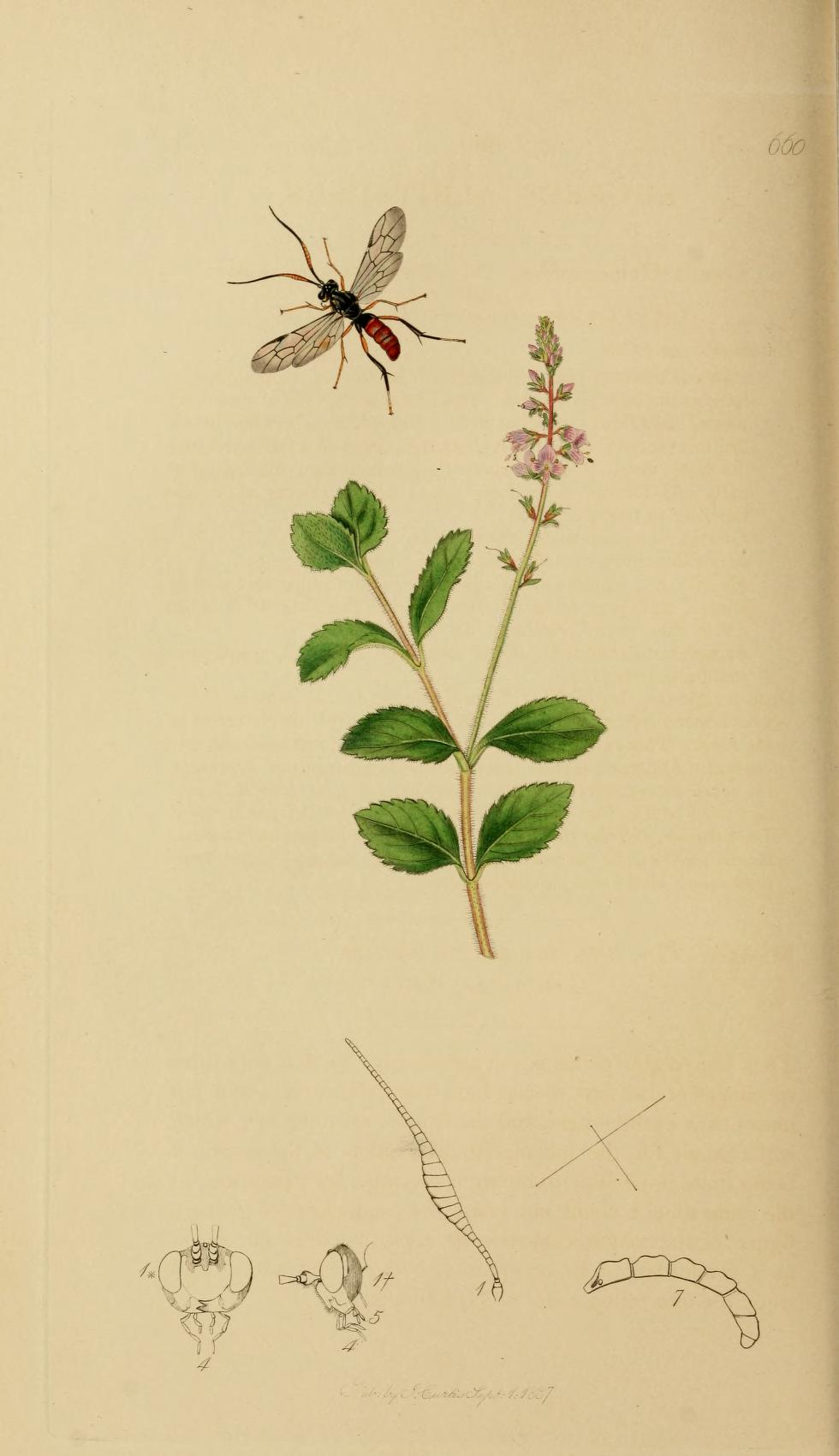

## Dottertaxa tillEuceros, i alfabetisk ordning[1][2]
- Euceros albibasalis
- Euceros albitarsus
- Euceros albomarginatus
- Euceros annulicornis
- Euceros arcuatus
- Euceros canadensis
- Euceros chinensis
- Euceros clypealis
- Euceros congregatus
- Euceros coxalis
- Euceros croceus
- Euceros decorus
- Euceros dentatus
- Euceros digitalis
- Euceros enargiae
- Euceros faciens
- Euceros flavescens
- Euceros frigidus
- Euceros gilvus
- Euceros incisurae
- Euceros latitarsus
- Euceros limatus
- Euceros maculicornis
- Euceros madecassus
- Euceros medialis
- Euceros melanosoma
- Euceros melleus
- Euceros obesus
- Euceros obliquus
- Euceros pectinis
- Euceros pinguipes
- Euceros pruinosus
- Euceros ribesii
- Euceros ruber
- Euceros ruficeps
- Euceros rufocinctus
- Euceros sachalinensis
- Euceros sanguineus
- Euceros schizophrenus
- Euceros semiothisae
- Euceros sensibus
- Euceros serricornis
- Euceros signicornis
- Euceros superbus
- Euceros taiwanus
- Euceros thoracicus
- Euceros tunetanus
- Euceros unispina